# حملة شرق إفريقيا (الحرب العالمية الثانية)
حدثت حملة شرق إفريقيا (وتُعرف أيضًا باسم الحملة الحبشية) في شرق إفريقيا خلال الحرب العالمية الثانية من قبل الحلفاء، وعلى رأسهم الإمبراطورية البريطانية، ضد إيطاليا ومستعمرة شرق إفريقيا الإيطالية، بين يونيو 1940 ونوفمبر 1941. شاركت في الحملة قيادة الشرق الأوسط بقوات من المملكة المتحدة وجنوب إفريقيا والهند البريطانية ومحمية أوغندا وكينيا وأرض الصومال وغرب إفريقيا ورودسيا الشمالية والجنوبية والسودان ونياسالاند. انضمت إليهم القوات العامة للحلفاء من الكونغو البلجيكية ومقاتلي الأربنيوتش من الإمبراطورية الإثيوبية (قوات المقاومة) ووحدة صغيرة من فرنسا الحرة.
دافعت قيادة القوات المسلحة الإيطالية لشرق إفريقيا عن شرق إفريقيا الإيطالية، بوحدات من الجيش الملكي وسلاح الجو الملكي والبحرية الملكية. ضمت القوات الإيطالية نحو 250,000 جندي من الفيلق الملكي للقوات الاستعمارية بقيادة ضباط وضباط صف إيطاليين. مع سيطرة بريطانيا على قناة السويس، قُطعت القوات الإيطالية من الإمدادات والتعزيزات بمجرد بدء القتال.
في 13 يونيو 1940، وقعت غارة جوية إيطالية على قاعدة سلاح الجو الملكي البريطاني في واجير في كينيا واستمرت الحرب الجوية حتى طُردت القوات الإيطالية من كينيا والسودان وصولًا إلى الصومال وإريتريا وأثيوبيا في عام 1940 وبدايات عام 1941. استسلمت فلول القوات الإيطالية الباقية في المنطقة بعد معركة غندر في نوفمبر 1941، باستثناء مجموعات صغيرة قاتلت في حرب العصابات في إثيوبيا ضد القوات البريطانية حتى هدنة كاسيبيلي في سبتمبر عام 1943، والتي أنهت الحرب بين إيطاليا والحلفاء. كانت حملة شرق إفريقيا أول انتصار استراتيجي للحلفاء في الحرب، هرب عدد قليل من القوات الإيطالية من المنطقة ليقوموا بحملات أخرى، وسهلت هزيمة إيطاليا تدفق الإمدادات عبر البحر الأحمر إلى مصر. نُقلت معظم قوات الكومنولث إلى شمال إفريقيا لتشارك في حملة الصحراء الغربية.

## خلفية عامة

### شرق إفريقيا الإيطالية
في 9 مايو 1936، أعلن الديكتاتور الإيطالي، بينيتو موسوليني، تشكيل شرق إفريقيا الإيطالية (إفريقيا الشرقية الإيطالية، أيه أو آي)، التي ضمت إثيوبيا بعد الحرب الحبشية الإيطالية الثانية ومستعمرات إريتريا الإيطالية و الصومال الإيطالية. في 10 يونيو 1940، أعلن موسوليني الحرب على بريطانيا وفرنسا، ما جعل القوات العسكرية الإيطالية في ليبيا تهديدًا لمصر، والقوات الموجودة في إفريقيا الشرقية الإيطالية خطرًا على المستعمرات البريطانية والفرنسية في شرق إفريقيا. أغلق العدوان الإيطالي البحر الأبيض المتوسط أمام سفن الحلفاء التجارية وعرض الخطوط البحرية البريطانية للخطر على طول ساحل شرق إفريقيا وخليج عدن والبحر الأحمر وقناة السويس. (حافظت مملكة مصر على موقف الحياد خلال الحرب العالمية الثانية ولكن سمحت بنود المعاهدة الإنجليزية المصرية لعام 1936 للبريطانيين باحتلال مصر والسودان الإنجليزي المصري). كانت مصر وقناة السويس والصومال الفرنسية والصومال البريطانية أيضًا عرضة للغزو ولكن هيئة الأركان الإيطالية خططت لشن حرب بعد عام 1942، إذ لم تكن إيطاليا جاهزة في صيف عام 1940 لخوض حرب طويلة أو لاحتلال مناطق واسعة من إفريقيا.

### الجيش الملكي
عُين أميديو، دوق أوستا، نائبًا للملك وحاكمًا عامًا لإفريقيا الشرقية الإيطالية في نوفمبر 1937، واتخذ العاصمة الإثيوبية أديس أبابا مقرًا له. في 1 يونيو 1940، عمل قائدًا عامًا للقوات المسلحة الإيطالية لشرق إفريقيا وجنرالًا للقوات الجوية، وتمتعت أوستا بقوة مكونة من 290,476 جندي محلي وحضري (منهم أفراد القوات البحرية والجوية). بحلول الأول من أغسطس، زاد حشد القوات ليصل العدد إلى 371,053 جنديًا. في 10 يونيو، نُظم الجيش الإيطالي في ثلاثة فيالق وفرقة واحدة:
- القطاع الشمالي في أسمرة بقيادة الملازم الجنرال لويجي فروتشي (إريتريا الإيطالية).
- القطاع الجنوبي في جيما بقيادة الجنرال بيييترو جازيريا.
- القطاع الشرقي في أديس أبابا بقيادة الجنرال غوليلمو ناسي.
- قطاع جوبا في مقديشو بقيادة كارلو دي سيمون (جنوب الصومال الإيطالية).

تمتعت أوستا بفرقتين حضريتين، وهما فرقة المشاة الأربعين «صيادو إفريقيا» وفرقة المشاة الخامسة والستين «غرينادير سافوي»، وكتيبة ألبيني (قوات النخبة الجبلية) وكتيبة بيرساغلييري من المشاة الآلية والعديد من كتائب الميليشيا الاستعمارية ذوي القمصان السوداء والوحدات الصغيرة. كان نحو 70% من القوات الإيطالية من العسكريين المجندين محليًا. كانت الكتائب الإريترية النظامية والفيالق الملكية للقوات الاستعمارية الصومالية من أفضل الوحدات الإيطالية في إفريقيا الشرقية الإيطالية وضمت سلاح الفرسان الإيريتري المسمى ريش الصقر. (ذات مرة، هاجم سرب من الخيول القوات البريطانية وقوات الكومنولث، وألقوا قنابل يدوية صغيرة ممتطين السروج). جُندت معظم القوات الاستعمارية ودُربت وجُهزت للقمع الاستعماري، وخدم أصحاب العمائم البيضاء الصوماليون من الأراضي الحدودية مشاةً خفيفة ومناوشين. كانت العصابة غير النظامية قاسية ومتنقلة وعرفوا البلاد وكانوا كشافة ومخربين حقيقيين، رغم الخلط بينهم وبين الشفتا أحيانًا، وهم لصوص نهبوا وقتلوا على هواهم.
بمجرد دخول إيطاليا في الحرب، شُكلت فرقة قوامها 100 فرد من سكان شرق إفريقيا الألمانيين والبحارة الألمان الذين تقطعت بهم السبل. كانت القوات الإيطالية في شرق إفريقيا مجهزة بنحو 3,313 رشاشًا ثقيلًا، و5,313 رشاشًا، و24 دبابة متوسطة من طراز إم 39/11، و39 دبابة صغيرة من طراز إل3/35، و126 عربة مصفحة، و824 مدفع، و24 مدفعًا مضادًا للطائرات من عيار 20 ملم، و71 قذيفة هاون من عيار 81، و672,800 بندقية. كانت فرصة الإيطاليين في الحصول على الإمدادات والتعزيزات ضئيلة، ما أدى إلى نقص حاد في الذخيرة على وجه الخصوص. استولى القراصنة التجاريون الألمان بعض الأحيان على السفن التجارية الأجنبية في المحيط الهندي وأحضروها إلى الموانئ الصومالية ولكن كانت بعض حمولاتهم غير ذات فائدة في الجهود الحربية الإيطالية. في 22 نوفمبر 1940، جلبت سفينة أتلانتس المساعِدة الألمانية باخرة دورميتور اليوغوسلافية إلى وأرشيخ محملة بالملح وبضعة مئات من السجناء.

### سلاح الجو الملكي
تضمنت قيادة القوات الجوية الإيطالية لشرق إفريقيا التابعة للقوات الجوية الملكية الإيطالية ريجيا ايرونوتيكا (بقيادة الجنرال بييترو بينا) والمتمركزة في أديس أبابا، ثلاث قيادات قطاعية تتوافق مع الجبهات البرية:
- قيادة القطاع الجوي الشمالي.
- قيادة القطاع الجوي الغربي.
- قيادة القطاع الجوي الجنوبي.

في يونيو 1940، تواجدت 323 طائرة حربية موزعة على مستعمرات إفريقيا الشرقية الإيطالية، توزعت في 23 سربًا من قاذفات القنابل، بالإضافة إلى نحو 138 طائرة حربية شكلت 14 سربًا ورافق كل منها ست طائرات حربية وست أسراب لطائرات قاذفة خفيفة من طراز كابروني كاليفورنيا 133 وسبعة أسراب من طائرات سافويا ماركيتي إس إم 81 وسربين من طائرات سافويا ماركيتي 79s. تواجدت أربعة أسراب من المقاتلات بما مجموعه 36 طائرة، وسربان بتسع طائرات من طراز فالكو فيات 32 وسربان بتسع طائرات من طراز فالكو فيات 42. كان بحوزة قيادة القوات الجوية الإيطالية لشرق إفريقيا سرب واحد من طائرات الاستطلاع من طراز آي إم أيه إم رو 37. كان هناك 138 طائرة في الخطوط الأولى و140 أخرى في خط الاحتياط، منها 59 صالحة للاستخدام و81 طائرة غير صالحة للاستخدام.
مع اندلاع الحرب، امتلكت قيادة القوات الجوية الإيطالية لشرق إفريقيا نحو 10,700 طن (10,500 طن بريطاني) من وقود الطائرات، و5,300 طن (5,200 طن بريطاني) من القنابل، و8,620,000 طلقة من الذخيرة. أُجريت صيانة للطائرات والمحركات في القواعد الجوية الرئيسية وفي ورشتي كابروني وبياجيو، وكانت القواعد والورشات قادرة على إصلاح نحو خمسين طائرة ومحرك متضررين ضررًا كبيرًا كل شهر، إلى جانب بعض الطائرات المتضررة بصورة متوسطة أو خفيفة، بالإضافة إلى أنها كانت تعيد تدوير المواد القليلة. تمتع الإيطاليون باحتياطي يقدر بنحو 75 في المئة من قوتهم على الخط الأمامي ولكنهم افتقروا لقطع الغيار واضطروا إلى تفكيك العديد من الطائرات ليبقى الباقي قيد العمل. اختلفت جودة الوحدات. كانت سافويا ماركيتي 79 القاذفة الحديثة الوحيدة وكانت مقاتلة فيات سي آر 32 قد عفا عليها الزمن، ولكن تمتع سلاح الجو الملكي في شرق إفريقيا بكادر عالي الخبرة من الإسبانيين المحاربين القدامى في الحرب الأهلية. كان مركز اسطول النقل يحمل تسع طائرات سافويا ماركيتي 73، وتسع طائرات كابروني 133، وست طائرات كابروني 148 (نسخة طويلة من كابروني 133) وطائرة فوكر إف السابعة، والتي حافظت على الاتصالات الداخلية ونقلت المواد الضرورية والأفراد بين القطاعات.

## الموقف العسكري

### إيطاليا
تمتلك القوات الإيطالية من 250 إلى 280 ألف جندي في شرق إفريقيا, 70% منهم من المقاتليين الأفارقة المحليين والذين تم تدريبهم وتسليحهم لحماية المستعمرات، وكانت الكتائب الارتيرية هي أفضل الوحدات الإيطالية في شرق إفريقيا، وتم توزيع الجيش الإيطالي إلى اربع قطاعات: القطاع الشمالي في (اسمرا، ارتيريا) والجنوبي (جيما، إثيوبيا) والشرقي على الحدود مع الصومال الفرنسي والبريطاني وقطاع جيبوا في جنوب الصومال بالقرب منكسمايو.
وتشمل معدات وتجهيزات القوات الإيطالية في شرق إفريقيا ما يلي:
- 3,300 مدفع رشاش
- 813 قطعة مدفعية.
- 24 دبابة فيات إم11\39 وعدد كبير من الدبابات الخفيفة نوع (L3/35)
- 126 سيارة مصفحة
- 200 - 300 طائرة
- ويضم الاسطول الإيطالي: 7 مدمرات و5 قوارب و8 غواصات.

### بريطانيا
تتألف القوات البريطانية من 30,000 جندي في شرق إفريقيا، يتفوق الإيطاليون عليهم بالعدد إضافة إلى ذلك يوجود 208,000 جندي إيطالي في ليبيا الإيطالية، بداً من الشهر السادس بدأت تصل وحدات جنوب إفريقية وهندية إلى شرق إفريقيا، وكان البريطانيين يمتلكون 100 طائرة، اما الاسطول البريطاني فان المحيط الهندي كان يسمى بحرية بريطانية وكانت السفن البريطانية تجوبه في السلم والحرب، واعتماد بريطانيا أيضاً على ولاء أستراليا ونيوزيلاندا في هذا المجال.

### أثيوبيا
بوعد من بريطانيا لتحرير إثيوبيا من الإيطاليين واعادة عرش الزعيم الإثيوبي هيلا سيلاسي والذي سافر إلى السودان للتخطيط لطرد الإيطاليين من إثيوبيا واعادة تنصيبه، تم تكوين قوات إثيوبية والتي سميت بقوة جيديون وكانت قوات غير نظامية تمتلك مدافع هاون4, 3 انج و15,000 جمل لاستخدامها في التنقل.

## بدء التحركات
في 4 يوليو، عبرت قوة إيطالية الحدود السودانية وانسحبت الحامية البريطانية، خسر المدافعيين 10 رجال وخسر المهاجميين 117 رجل، استولى الإيطاليون على حصن بريطاني صغير وقرى على النيل الأزرق، ومدينة غزالة لكنهم لم يستطيعوا التوغل أكثر في السودان بسبب نقص الوقود، فقاموا بتأمين الدفاعات في غزالة، لكن الإيطاليين خاب املهم عندما عرفوا بأن السكان المحليين لا يكنوا مشاعر عدائية ضد البريطانيين.
في اواخر يوليو، استولت القوات الإيطالية على حصن هارنغتون في كينيا وعلى قرى دربل وبونا (100 كيلومتر من الحدود الكينية) وهو أقصى عمق وصل اليه الإيطاليين بسبب نقص التجهيزات، وأغارت قوات ل\ارتيرية غير نظامية على ميناء السودان في حملة للاستيلاء على الصومال البريطاني، كان الإيطاليون يسعون للحلول محل البريطانيين في السودان وبذلك تربط مصر-السودان الإيطالية بين شمال إفريقيا وشرقها الواقعة تحت سيطرتهم.
تجمع الإيطاليين للاستيلاء على الصومال الفرنسي (ميناء جيبوتي)، الفرنسيين كانوا يملكون 7,000 رجل موزعيين على 7 كتائب, 3 بطاريات رشاشة, 4بطاريات مضادة للطائرات، تشكيلة من الدبابات الخفيفة و4 تشكيلات من الميليشيات والقوات غير النظامية، فصيلين من فيالق الجمال، لكن بعد سقوط فرنسا وتاسيس حكومة فيشي التي أصبحت محايدة وسمحت للإيطاليين بتركيز قوتهم لهزيمة البريطانيين في الصومال البريطاني.
في 3 اوغسطس 1940, بدء الغزو الإيطالي للصومال البريطاني بقوة تتألف من 25,000 رجل مكونة من 5 ألوية من المستعمرات, 3 كتائب من ذوي القمصان السود, 3 فرق من الحشود المحلية، مسلحيين بالعربات (الدبابات الخفيفة والثقيلة)و المدفعية مع المساندة الجوية.
البريطانيين لديهم 4,000 رجل من ضمنها فيالق الجمال الصومالية المسلحة تسليح خفيف وكتائب إفريقية ومن روديسيا وأخرى من البنجاب وكان لديهم نقص في المدفعية ولاتوجد لديهم دبابات أو مصفحات أو مضادات لمواجهة الدبابات الإيطالية لذلكتراجعوا وانسحبوا باتجاه توغ ارغان.
تحت وطاة الهجمات الإيطالية انسحب البريطانييون إلى بربرا ومن هناك إلى عدن وانحلت فيالق الجمال الصومالية.

### الخسائر في حملة غزو الصومال البريطاني
كانت خسائر البريطانيين قليلة:
- 38 قتيل
- 102 جريح
- 120 اسير

خسائر الإيطاليين كانت أكثر بما يقارب 10 أضعاف
- 465 قتيل
- 1530 جريح
- 2,000 من رجال القبائل المحليين بين قتيل وجريح

## الرد البريطاني
حاول الإيطاليون اظهار حضورهم في البحر ولكنهم دفعوا الثمن غالياً بخسارتهم 4 غواصات من أصل ثمانية.
في السودان، بدأ الهجوم البريطاني لاستعادة المواقع التي استولى عليها الإيطاليون، هجوم مفاجيء على غالابات وفي ساعات تم السيطرة عليها، رد الإيطاليون بهجوم جوي.
في إثيوبيا، احرز الجيش الإثيوبي أول انتصار بالاستيلاء على بيوك في 6 مارس 1941, وأصبح هناك سباق بين الجيش الإثيوبي والجنوب إفريقي للوصول ال أديس ابابا، اضطر المدافعون أن ينسحبوا إلى دبر ماركوس والتي اضطروا أن ينسحبوا منها في 4 أبريل.
كان الإيطاليون يمتلكون 2,000 رجل 160 منهم فقط مدربون، الطرفين كانوا يعانون من نقص في الغذاء والماء والتجهيزات الطبية، جرى اتفاق بين الجانبيين على استسلام الإيطاليين.
بدء البريطانيون مخططهم للاستيلاء على ارتيريا من السودان، وجاءت الاوامر للإيطاليين بالانسحاب إلى كيرو وواشاي حيث تبدأ السلاسل الجبلية,
استولى البريطانيون على كزالة واستمروا بالتوجه شرقا وصولاً إلى اسمرة، ثم دخلوا اسمرة واسروا 5,000 رجل واستولوا على العتاد الإيطالي.
في 24 يناير، بدء غزو الصومال الإيطالي وكان الإيطاليون قد قرروا مسبقاً بأن اراضي الصومال الإيطالي لا يمكن أن تغزى، لكن مع هجوم البريطانيين مع الكتائب النيجيرية والغانية والجنوب إفريقية، انسحب الإيطاليون إلى المناطق الجبلية الإثيوبية، لم يشارك الطيران الإيطالي حيث تم تحييده من قبل القوة الجوية الجنوب إفريقية، خسر الإيطاليون 30,000 بين قتيل وجريح وممن فقدوا بين الأحراش.
في 25 فبراير 1941 تم الاستيلاء على مقديشو، وفي 6 أبريل 1941 تم تحرير اديس ابابا.

### اخر مواقع الإيطاليين
بعد استسلام امبا الاغي في 18 مايو 1941, لم يتبق للإيطاليين غير أساب، جيما وغوندار، جيما واساب تمتلك حامية من 40,000 رجل.
سقطت اساب في 11 يونيو وجيما في 28 سبتمبر واستسلم 3,000 رجل من الحامية وغوندار سقطت في 27 نوفمبر واستسلم اخر رجاله 23,500